# Rassistische Ausschreitungen in Mügeln 2007
Bei den rassistischen Ausschreitungen in Mügeln 2007 flüchteten acht Inder nach einer Auseinandersetzung vor etwa 50 Besuchern eines Stadtfestes, die sie bedrohten und beschimpften, in eine nahegelegene Pizzeria. Aufgrund des rassistischen Charakters der Beleidigungen wurden später mehrere Personen wegen Volksverhetzung verurteilt.
Die Ereignisse brachten die sächsische Kleinstadt (Landkreis Nordsachsen) in den Blickpunkt der deutschen und internationalen Tagespresse.

## Vorfall
In der Nacht zum 19. August 2007 kam es im Rahmen eines Stadtfestes zu gewalttätigen Auseinandersetzungen. Eine Gruppe von acht Indern geriet mit anderen Festteilnehmern in Streit und wurde nach einer Schlägerei von einer Gruppe von 50 gewaltbereiten Deutschen bis in eine nahe gelegene Pizzeria verfolgt. Zwei Polizisten schützten die Inder und wurden nach einiger Zeit durch die Polizei-Hundertschaft „Westsachsen“ unterstützt. Diese war zufällig in der Nähe eingesetzt und benötigte über eine Stunde, um die Situation unter Kontrolle zu bringen. 14 Personen, darunter zwei Polizeibeamte, wurden dabei verletzt. An dem Vorfall waren bis zu 200 Personen beteiligt.

## Ermittlungen
Auch die Staatsanwaltschaft bewertete den Angriff zunächst als „Hetzjagd“. Im Verlauf des Prozesses kam sie – trotz konkreter Hinweise auf Drahtzieher aus der rechtsextremistischen Szene – zu der Auffassung, dass Zeugenaussagen keine Anhaltspunkte dafür ergeben hätten, dass „die Ereignisse insgesamt auf einem geplanten und organisierten rechtsextremistischen Hintergrund beruhten“, es sei aber aus einer Menschenmenge heraus zu „eindeutig fremdenfeindlichen Äußerungen Einzelner“ gekommen. Eine 2014 veröffentlichte Studie belegt schwere Fehler bei der Bekämpfung von rechtsextremen Gewalttaten in Sachsen, beschreibt von den Ermittlern eingeschüchterte Zeugen und eine „unsachliche und emotional-aggressive Vernehmungspraxis“.

## Strafbefehle und Urteile
Zwei Monate nach dem Vorfall erhob die Staatsanwaltschaft Anklage wegen Volksverhetzung gegen mehrere Beteiligte.
Im weiteren Verlauf akzeptierte ein 35-jähriger eine Geldstrafe über 1500 Euro ohne Verhandlung.
Ein Strafbefehl gegen einen 22-jährigen in Höhe von 2625 Euro wurde von diesem nicht akzeptiert; er stand daher ab dem 7. Januar 2008 vor Gericht und wurde am 15. Januar zu sechs Monaten Haft verurteilt, die auf Bewährung ausgesetzt wurden.
Ein 18-jähriger wurde am 26. November 2007 wegen Volksverhetzung verurteilt und musste nach dem Jugendstrafrecht 600 Euro an den Kinderschutzbund zahlen. Er hatte vor Gericht gestanden, in der Nacht zum 19. August ausländerfeindliche Parolen gerufen zu haben. Am 4. Dezember 2007 verurteilte das Amtsgericht Oschatz einen 23-jährigen Mann wegen Volksverhetzung in Tateinheit mit Sachbeschädigung zu acht Monaten Gefängnis; die Strafe wurde nicht zur Bewährung ausgesetzt. Das Gericht sah es als erwiesen an, dass der Angeklagte bei dem Übergriff auf die Inder eine führende Rolle gespielt hatte. Es ging über die Forderung der Staatsanwaltschaft hinaus, die eine Haftstrafe von zehn Monaten auf Bewährung verlangt hatte. Der Mann legte Berufung ein. Das Landgericht Leipzig wandelte die Strafe im Juli 2008 in eine achtmonatige Bewährungsstrafe um.
Die von der Staatsanwaltschaft eingeleiteten Ermittlungen gegen vier Inder wurden zwischenzeitlich eingestellt, da nach Auffassung der Staatsanwaltschaft Notwehr vorlag.

## Öffentlichkeit
Der Mügelner Bürgermeister Gotthard Deuse geriet nach dem Vorfall durch zum Teil als verharmlosend aufgefasste Äußerungen in die öffentliche Kritik. Die Rufe „Ausländer raus“ und „Deutschland den Deutschen“, die den Überfall begleitet hatten, kommentierte er mit den Worten: „Solche Parolen können jedem mal über die Lippen kommen.“ Außerdem gab er der Zeitung Junge Freiheit ein Interview, in dem er Mügeln als das „neue Sebnitz“ bezeichnete. Der Vorfall löste auf bundespolitischer Ebene eine umfangreiche Diskussion über Ausmaß und Form der Unterstützung der Kommunen und Verbände bei der präventiven Bekämpfung des Rechtsextremismus aus. In der Rezeption rechter Medien wurden die offensichtlich rassistisch motivierten Übergriffe verharmlost und mit dem Vorliegen einer Notwehrsituation gerechtfertigt sowie die Rolle von Täter und Opfer umgekehrt.
Die Band Virginia Jetzt! brach eine Woche nach dem Vorfall ein Konzert in Mügeln ab. Die Band war angereist, um an einer Veranstaltung für einen offenen Dialog teilzunehmen. Doch statt einer Diskussion fand sie nur eine „Werbeveranstaltung für den Ort“ und Mügeln stellte sich als Opfer dar.
Nach den Ausschreitungen gab Bundesfamilienministerin Ursula von der Leyen bekannt, dass für den Landkreis Torgau-Oschatz, der zu den abgelehnten Bewerbern des Bundesprogramms gegen Rechtsextremismus Vielfalt tut gut gehörte, ein lokaler Aktionsplan finanziert werde. Entgegen den Ankündigungen wurde kein Aktionsplan in Mügeln eingeführt, sondern auf die ohnehin aktiven mobilen Interventionsteams des Bundesprogramms Kompetent für Demokratie verwiesen.
Nach einer am 17. September 2008 im Ersten Deutschen Fernsehen ausgestrahlten Dokumentation unter dem Titel „Der Tag, als der Mob die Inder hetzte“ wurde ein Augenzeuge, der dem Sender ein Interview gab, überfallen und schwer verletzt.